# Konduktivita
Konduktivita (též měrná elektrická vodivost) je fyzikální veličina, která popisuje schopnost látky dobře vést elektrický proud. Látka, která je dobrým vodičem, má vysokou hodnotu konduktivity, špatně vodící látky mají nízkou hodnotu konduktivity. Konduktivita závisí na teplotě (viz též teplotní součinitel elektrického odporu), zejména u polovodičů je tato závislost velmi významná.

## Značení
- Symbol veličiny: {\displaystyle \sigma }, {\displaystyle \gamma }
- Jednotka SI: siemens/metr, značka jednotky: S/m = S·m−1  = Ω−1·m−1 = m−3·kg−1·s3·A2
- Technická jednotka: siemensmetr/milimetr čtvereční, S.m/mm2 = S.m.mm−2 …——> … 1.S.m.mm−2 = 1×106 S.m·m−2

## Výpočet a další souvislosti
Konduktivitu lze vyjádřit jako převrácenou hodnotou rezistivity, tzn.
{\displaystyle \sigma ={\frac {1}{\rho }}}
Pokud je známa elektrická vodivost jednolitého bloku látky, je možno konduktivitu vypočítat podle vztahu
{\displaystyle \sigma ={\frac {lG}{S}}},
kde l je délka tělesa, na které je přiložené napětí, S je obsah kolmého průřezu, G je elektrická vodivost tělesa. Konduktivita je materiálový parametr, pro danou teplotu a materiál je tedy vždy stejná (pokud se ovšem nezmění např. čistota materiálu), naproti tomu G závisí na tvaru tělesa, jak plyne ze vztahů výše (dlouhý drát má menší G než krátký, byť mají oba stejnou měrnou vodivost). V některých situacích může být 
{\displaystyle \sigma } tenzor: například u Hallova jevu.

## Příklad hodnot
Ukázka typických hodnot konduktivity běžných látek při 0 °C.
| Látka      | Konduktivita [MS·m−1] |
| ---------- | --------------------- |
| Cín        | 5,9                   |
| Hliník     | 37                    |
| Měď        | 56                    |
| Olovo      | 4,8                   |
| Platina    | 9,5                   |
| Rtuť       | 1,0                   |
| Stříbro    | 63                    |
| Měkká ocel | 5–10                  |
| Bakelit    | ~1 nS·m−1             |
| Keramika   | ~0,1–100 pS·m−1       |
| Sklo       | ~1–10 pS·m−1          |

| Jednotka | Vodiče      | Polovodiče   | Izolanty |
| -------- | ----------- | ------------ | -------- |
| S/m      | 105 až 108  | 10−8 až 106  | <10−6    |
| S/cm     | 103 až 106  | 10−10 až 104 | <10−8    |
| S.m/mm2  | 10−1 až 102 | 10−14 až 100 | <10−12   |